# Џејсон Вoрхис
Џејсон Ворхис је главни лик из серијала филмова Петак 13. Први пут се појавио у филму Петак тринаести, у ком га је глумио петнаестогодишњи Ари Леман, као син камперске куварице Памеле Ворхис. Лик Џејсона је створио Виктора Милера, уз допринос: Рона Керза, Шона Канингам и Тома Савинија. У почетку, Виктор Милер није намеравао да Џејсон буде главни лик у серијалу, али је касније постао главни лик. Најпознатији глумац који је глумио Џејсона јесте Кејн Ходер. Он је једини који га је глумио више од једанпут, тачније четири пута.
Џејсонов физички изглед се кроз серијал доста пута мењао. Хокејашку маску Џејсон је почео да носи тек у трећем делу. Пре тога, преко главе је носио врећу за кромпире како други људи не би могли да виде његово деформисано и унакажено тело. У шестом делу, ствараоци филма Џејсону дају надљудску снагу и моћ регенерације. Постоје два разлога Џејсоновог убијања других тинејџера: зато што су га као малог друга деца удавила у језеру, а други је зато што је једна од девојака из кампа у самоодбрани одрубила главу Џејсоновој мајци, Памели Ворхис.

## Филмови
Џејсоново прво појављивање у филму је било у оригиналном филму Петак 13. У том филму, Џејсон има 11 година. У филму он је приказан у сећању његове мајке Памеле и у сну девојке Алис, главне улоге у филму. Памела је хтела да убије све тинејџере у кампу, кривећи васпитаче што нису били пазили на малог Џејсона.
Џејсоново друго појављивање било је у наставку, Петак 13-ти 2. Џејсон, за кога се испоставља да је преживео дављење и одрастао у шуми Кристалног језера као пустињак, иде да убије Алис, да би се осветио за смрт своје мајке. Након што је убио Алис, враћа се на Кристално језеро у свој пустињачки живот. Пет година касније група младих одлази у новоотворени центар за обуку камповских васпитача, лоциран у непосредној близини некадашњег кампа Кристално језеро (којем су локалне власти након масакра забраниле приступ). Џејсон, са врећом преко главе, убија тинејџере једног по једног. Џини Филд, једина преживела, проналази Џејсонову колибу где види иструнулу главу Памеле Ворхиз. Џини се прерушава у Памелу да би збунила Џејсона да поверује да му је мајка васкрснула, и уз помоћ свог ментора Пола Холта најзад савладава Џејсона и успева да му мачетом просече раме. Џејсон је остављен да умре, а возило хитне помоћи одвози Џини у болницу.
У филму Петак 13-ти 3, Џејсон се, заваравајући траг полицији, скрива у амбару ранча породице Хигинс, недалеко од Кристалног језера. Џејсон, овога пута без маске, креће да убије тинејџере који су са Крис Хигинс дошли да проведу викенд на излету, једног по једног. После убијања једне жртве (шаљивџије по имену Шели), Џејсон проналази ту легендарну хокејашку маску. Крис, једина преживела, забија му секиру у главу на крају филма.
У следећем делу, Петак 13. IV: Последње поглавље, полиција проналази Џејсоново наизглед мртво тело и одвози га у локалну мртвачницу. Након тога, он долази себи и убија дежурну медицинску сестру и лекара, након чега се враћа на Кристално језеро. Тамо убија групу тинејџера који су изнајмили кућу за одмор и приредили журку. Затим прогања девојку по имену Триш и њеног млађег брата, Томија Џарвиса. Док је Џејсон јурио Триш, Томи се сакрио у својој соби и ошишао на ћелаво да одврати пажњу Џејсону, подсетивши га на његову млађу верзију. У једном тренутку, Триш пробија Џејсону лобању мачетом, а Томи га докрајчи истом.
Петак 13. V: Нови почетак прати одраслог Томија Џарвиса који је премештен у лудницу због трауме узроковане догађајима из Последњег поглавља. Томи је оптерећен кошмарима у којима се Џејсон враћа из гроба. Након што један пацијент (Виктор Џ. Феден) убије секиром другог (Џоија), болничар из хитне помоћи по имену Рој Барнс (за кога се испостави да је Џоијев отац) се прерушава у Џејсона и постаје имитатор убица. У том филму Џејсон се појављује само кроз Томијеве снове и халуцинације.
У шестом делу по имену Петак 13. VI: Џејсон је жив Томи бива пуштен из луднице. Он посећује Џејсонов гроб. Желећи да заувек уништи Џејсоново тело, он га ненамерно оживљава. Тачније, Џејсона је погодио гром. Томи успева да побегне од Џејсона. Џејсон је добио надљудску снагу и моћ регенерације и упутио се ка Кристалном језеру, које је сада преименовано у Форест Грин, где опет почиње са својим крвавим пиром. На крају филма, Томи успева да намами Џејсона у језеро и да га ланцима веже за стену на дну језера. Томи бежи остављајући Џејсона да умре.
Следећи филм је Петак 13. VII: Нова крв, Џејсон је ослобођен уз помоћ моћи телекинезе девојке по имену Тина Шепард. Она је покушавала да оживи свог оца Џона (којем је као дете на исти начин дошла главе), а грешком је оживела Џејсона. Џејсон почиње да убија све који долазе на Кристално језеро. Након борбе са Тином, Џејсон је одвучен натраг у воду од стране Тининог оца, којег је она тек на крају успела да на кратко оживи.
У осмом делу, Петак 13. VIII: Џејсон осваја Менхетн, Џејсона је оживео кратак спој на подводном електричном каблу. Он прогања групу матураната локалне гимназије, који путују бродом на екскурзију у Њујорк. Џејсон се укрцава на брод и изазива бродолом у олуји, а на Менхетну убија све преживеле који су успели да се спасу чамцем, осим Рени и Шона. Он их јури до канализације, где бива поплављен токсичном киселином и умире.
Девети део, Џејсон одлази у пакао: Последњи петак, прати Џејсона који је оживео на необјашњен начин и вратио се на Кристално језеро. Џејсон бива нападнут од стране агената ФБИ-аја који му постављају заседу и експлозивом га разносе у парампарчад. Међутим, Џејсон и даље опстаје тако што његова душа улази из једног (мртвог) тела у друго. Иако се не приказује физички кроз већи део филма, Џејсон сазнаје да има полусестру Дајану и нећакињу Џесику, које га једине могу заувек убити, јер то може једино крвни сродник. Пред крај филма, Џејсон бива избоден од стране његове нећакиње. На крају, рука Фредија Кругера га одвлачи у пакао.